# Ел Салих Исмаил
Имад ад Дин ел Малик ас Салих Исмаил ибн Саиф ед Дин Ахмад (арап. الصالح إسماعيل) био је ајубидски султан Дамаска 1237. године и од 1239. до 1245. године.

## Биографија
Године 1237. умире Ел Салихов брат Ел Ашраф Муса. Салих га је наследио, а два месеца касније египатски султан ел Камил опседа град. Ел Салих је спалио предграђе Дамаска како би онемогућио египатским снагама да ту пронађу склониште. Након ел Камилове смрти опсаду наставља његов син ел Адил II. Тада грађани Дамаска позивају Ејуба, другог Камиловог сина да преузме град.
Августа 1239. године ел Салих и Ејуб склапају договор о заједничкој борби против ел Адила II. Ел Салих шаље Ејубу у помоћ мали контнигент војске под командом његовог сина ел Мансур Махмуда обећавајући да ће му се придружити чим опреми своје снаге. Ејуб почиње да сумња у верност свог вазала.
Уз подршку Ајубида из Керака, Хама и Хомса, ел Салих осваја Дамаск од Ејуба септембра 1239. године. Ејуба су заробили бедуини Муазамовог сина Ел Назир Давуда. Ејуб је на крају пристао да дели власт у Египту са ел Назиром. Међутим, они брзо улазе у сукоб па ел Назир склапа савез са ел Салихом. Њих двојица одлучују да склопе савез са крсташима. Јула 1240. повезали су се са Теобалдом I од Наваре. Крсташи обезбеђују јужне границе Палестине од Ејубових напада. За узврат, ел Салих је крсташима уступио све територије западно од реке Јордан које је освојио још Саладин 1187. године. Због овог савеза ел Салих је називан издајником ислама.